# Amphiprion akallopisos
Amphiprion akallopisos là một loài cá hề thuộc chi Amphiprion trong họ Cá thia. Loài này được mô tả lần đầu tiên vào năm 1853.

## Từ nguyên
Tính từ định danh của loài trong tiếng Hy Lạp cổ đại có nghĩa là "không được trang trí", hàm ý có lẽ đề cập đến việc loài này không có một vệt đốm nào trên cơ thể.

## Phạm vi phân bố và môi trường sống
A. akallopisos có phạm vi phân bố ở Ấn Độ Dương. Từ Socotra, loài này được ghi nhận dọc theo vùng bờ biển Đông Phi và trải dài đến Nam Phi, bao gồm Madagascar và phần lớn các đảo quốc trên Ấn Độ Dương cũng như bờ biển phía nam Ấn Độ và biển Andaman, trải dài đến đảo Bali (Indonesia).
A. akallopisos sống cộng sinh với hải quỳ của hai loài là Heteractis magnifica và Stichodactyla mertensii, được quan sát gần các rạn san hô ở độ sâu đến ít nhất là 25 m.

## Mô tả
A. akallopisos có chiều dài cơ thể tối đa được ghi nhận là 11 cm. Cơ thể của A. akallopisos có màu hồng nhạt (hơi phớt cam) với một dải sọc trắng dọc lưng, từ mõm kéo dài đến cuống đuôi. Vây ngực, vây bụng và vây hậu môn có màu vàng. Vây đuôi và vây lưng màu trắng, có viền mỏng màu vàng.
A. akallopisos có kiểu hình khá giống với Amphiprion sandaracinos, nhưng A. sandaracinos có màu cam sáng hơn, và dải sọc trắng trên lưng dày hơn nhiều và kéo dài xuống cả môi trên so với A. akallopisos. A. akallopisos cũng có kiểu màu tương tự với Amphiprion perideraion, nhưng A. perideraion có thêm một vệt sọc trắng ở mang.
Số gai ở vây lưng: 8–9; Số tia vây ở vây lưng: 17–20; Số gai ở vây hậu môn: 2; Số tia vây ở vây hậu môn: 12–14.

## Sinh thái học

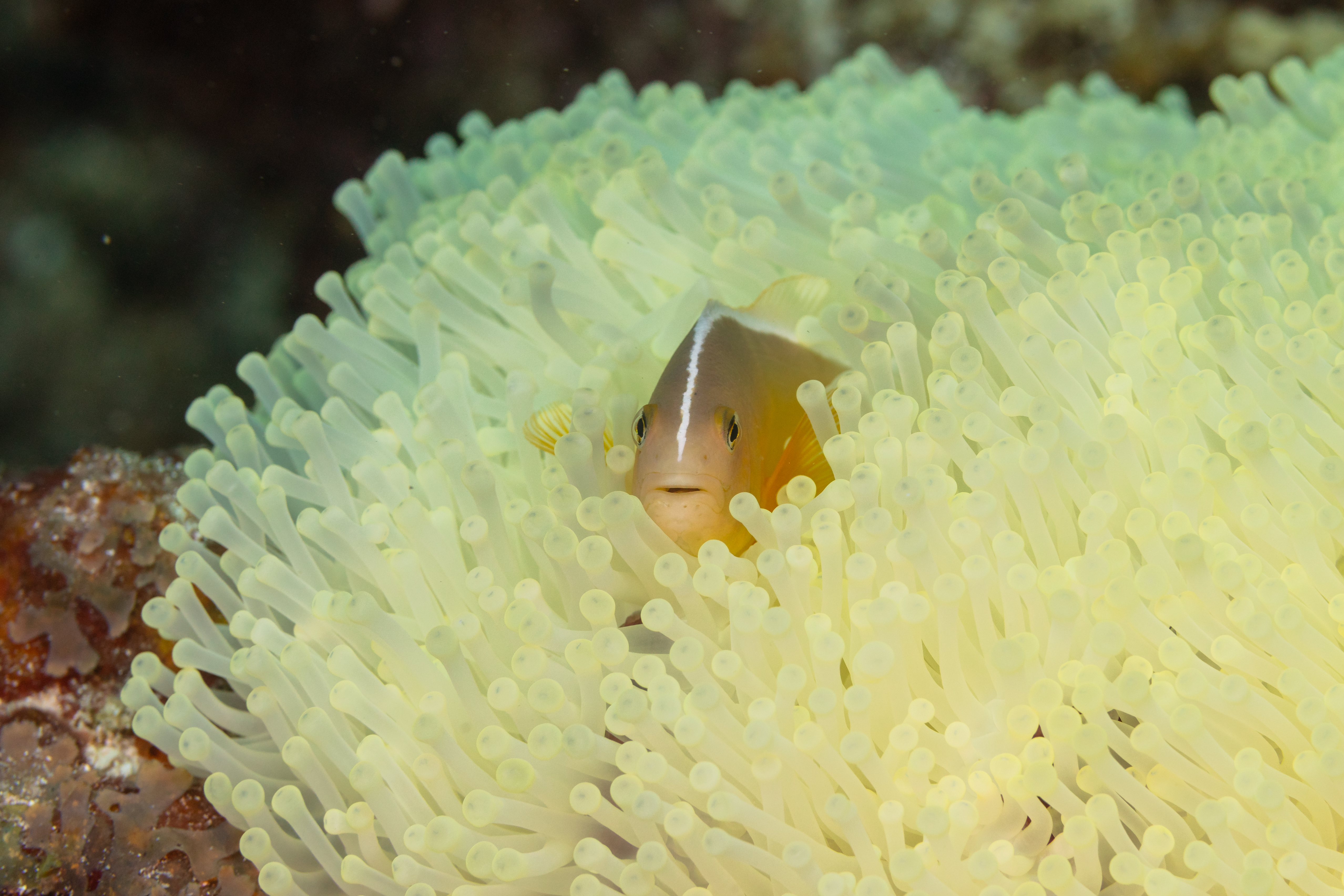

Thức ăn của A. akallopisos là động vật phù du và tảo. A. akallopisos là một loài lưỡng tính tiền nam (cá cái trưởng thành đều phải trải qua giai đoạn là cá đực), cá đực có kích thước nhỏ hơn cá cái.
Một con A. akallopisos cái sẽ sống thành nhóm cùng với một con đực lớn (đảm nhận chức năng sinh sản) và nhiều con non nhỏ hơn. Nếu cá cái biến mất, con đực lớn sẽ chuyển đổi giới tính thành cá cái, và một con non lớn nhất nhóm sẽ phát triển hoàn thiện chức năng sinh sản của cá đực. Quá trình chuyển đổi giới tính diễn ra được ghi nhận trong vòng 63 ngày.
Do sự phân tán của ấu trùng nên các loài cá rạn san hô của cùng một loài cũng có sự khác biệt di truyền tối thiểu giữa các quần thể. A. akallopisos có khả năng phát ra âm thanh để bảo vệ lãnh thổ hải quỳ cùa chúng. So sánh âm thanh do loài này tạo ra từ các quần thể ở Madagascar và Indonesia, người ta nhận thấy các thông số âm thanh, bao gồm tần số và thời gian của xung, có sự khác biệt giữa hai quần thể.

## Thương mại
A. akallopisos được đánh bắt bởi những người thu mua cá cảnh và đã được nhân giống nuôi nhốt.